# Dodge Luxury Liner
La Luxury Liner è un'autovettura full-size prodotta dalla casa aito statunitense Dodge dal 1938 al 1940. 

## Serie D11 (1938-1939)
La prima serie della Luxury Liner era equipaggiata da un motore a valvole laterali e sei cilindri in linea da 3.569 cm³ di cilindrata che sviluppava 87 CV di potenza. Il propulsore era anteriore, mentre la trazione era posteriore. Il cambio era a tre rapporti mentre la frizione era monodisco a secco. Su richiesta era disponibile il cambio semiautomatico.
Erano disponibili due allestimenti, lo Special ed il Deluxe. Quest'ultimo era quello di livello più elevato. Erano offerte due versioni di passo, 2.972 mm e 3.404 mm. Quest'ultima era disponibile solo per l'allestimento Deluxe. La vettura era offerta in versione berlina due e quattro porte, limousine quattro porte, coupé due porte e cabriolet due porte. Questa serie di Luxury Liner è stata in produzione dall'ottobre del 1938 allo stesso mese dell'anno successivo.

## Serie D14/D17 (1939-1940)
Nell'ottobre del 1939 il modello fu rivisto. Nell'ottobre del 1939 il modello fu rivisto. All'allestimento Special fu associata la sigla D17, mentre all'allestimento Deluxe fu associata la sigla D14. Anche per questa serie erano disponibili due versioni di passo, 2.972 mm e 3.404 mm. Il modello uscì definitivamente di produzione nell'ottobre del 1940.